# 8e régiment de fusiliers gorkhas (armée indienne)
Le 8e Régiment de fusiliers Gorkhas, souvent appelé le 8th Gorkha Rifles, ou 8 GR en abréviation est un régiment d'infanterie de Gorkhas de l'armée indienne. Il fut créé en 1824 dans le cadre de la British East India Company et transféré plus tard à l'armée indienne britannique après la révolte des cipayes de 1857. À l'indépendance de l'Inde, en 1947, il est transféré, en application de l'accord tripartite signé entre l'Inde, le Népal et la Grande-Bretagne, avec 5 autres régiments, à l'Inde pour intégrer sa nouvelle armée. Il recrute des soldats du Népal et de l'Inde. Le régiment servi pendant la Première Guerre mondiale et la Seconde Guerre mondiale. Depuis 1947, il a servi dans un certain nombre de conflits, notamment la guerre sino-indienne de 1962 et les guerres indo-pakistanaise de 1965 et 1971. Aujourd'hui, le 8th Gorkha Rifles est l'un des régiments les plus célèbres de l'armée indienne, ayant reçu de nombreuses citations pour bravoure sur le champ de bataille. Il a même fournit l'un des deux maréchaux de campagne, le feld-maréchal Sam Manekshaw, de l'armée indienne.

## Histoire

### Formation et premières campagnes
Le "Shiny Eight", surnom du régiment au sein de la fraternité Gorkha de l'armée indienne, peut retracer son histoire jusqu'au 16e bataillon local de Sylhet, qui fut créé en 1824 dans le cadre de la British East India Company. Depuis lors, le nom du régiment changea régulièrement avant de devenir celui-ci, en 1907[réf. nécessaire].
Les opérations militaires ont commencé dès la création du régiment, lorsque le premier bataillon forma le fer de lance des opérations de la Première guerre anglo-birmane de 1824-1825. Le régiment fut ensuite envoyé pour participer à la guerre avec le Bhoutan en 1864. Deux colonnes partir écraser les révoltes bhoutanaises et la forteresse de Devnageri. La première Croix de Victoria (VC) attribuée à un personnel du régiment le fut à Richard Ridgeway, en octobre 1879 lors de sa toute première mission opérationnelle face aux rebelles du Nagaland. C'était la première fois qu'une unité de l'armée régulière était employée dans les collines Naga[réf. nécessaire].   
La deuxième Croix de Victoria du régiment fut décernée à Charles Grant pour ses actions lors de l' expédition de Manipur à la frontière du Nord-Est le 27 mars 1891 alors qu'il était affecté au 2e Bataillon. Après la défaite de Manipur, Grant s'est porté volontaire avec 80 Gurkhas pour porter assistance aux Britanniques qui étaient détenus en captivité. Inspirant ses hommes avec son exemple d'audace et de ressources personnelles, le lieutenant captura Thobal, près de Manipur, tenu par une force de 800 Manipuris le 30 mars 1891. Pendant les dix jours suivants, Grant et sa petite force tinrent Thobal, jusqu'au 9 avril 1891. À court de nourriture et de munitions, ils furent forcés d'abandonner leur poste. Dans son rapport, le lieutenant Grant recommanda que chaque membre de son unité reçoive l'Ordre du mérite indien, qui était à l'époque la plus haute distinction décernée à un indigène membre de l'armée indienne britannique. Cette recommandation fut acceptée et tous les hommes de Grant reçurent également six mois de salaire et d'indemnités.
L'expédition Younghusband de 1904 était une autre opération qui amena une VC au régiment. Décernée à John Duncan Grant (aucun lien avec Charles Grant) pour ses actions pendant l'expédition britannique au Tibet. Bravant les climats de haute altitude du Tibet, le corps expéditionnaire réussi à prendre d'assaut la forteresse tibétaine de Gyantse à près de 5 500 m d'altitude.

### Première Guerre mondiale
Au cours de la Première Guerre mondiale (1914–1918) le régiment sert en Italie, en France, en Mésopotamie (aujourd'hui l'Irak) et en Égypte. Lors des combats en France, le 2/8GR se distingue en combattant pratiquement jusqu'au dernier homme lors de la bataille de Loos le 25 septembre 1915, se lançant à maintes reprises contre les défenses allemandes. Le bataillon avait plus de 800 hommes le matin et plus qu'un officier et quarante-neuf hommes à la fin de la journée.
Le régiment remporta 14 honneurs de bataille au cours de cette période:
- La Bassee, Festubert, Givenchy, Neauve Chapelle, Aubers, France et Flandre 1914–15; Égypte, Megiddo, Sharon, Palestine, Tigre, Kut-at-Amara, Bagdad, Mésopotamie 1916–18[7].

Après la guerre, il participa à la troisième guerre d'Afghanistan, gagnant l'honneur de la bataille d'Afghanistan 1919.

### Entre-deux guerres
Pendant les années entre les deux guerres mondiales, le 8th Gurkhas étaient basés en Inde, où il assura diverses missions de garnison, notamment les services sur la frontière du Nord-Ouest[réf. nécessaire]. C'est alors que le 2/8 GR était basé à Quetta au milieu des années 1930 qu'un membre du Régiment fit preuve d'un courage exceptionnel, cette fois non pas pendant la guerre mais en temps de paix. En 1935, une série de puissants tremblements de terre ont secoué le nord-ouest de l'Inde et des milliers de personnes furent tuées. Les hommes du 2/8 GR ont travaillé sans relâche dans leurs efforts pour aider à libérer de nombreux civils pris sous les ruines. Nandlal Thapa a reçu la Médaille de l'Empire Gallantry pour avoir risqué à plusieurs reprises sa vie dans des bâtiments qui risquaient de s'effondrer au milieu des répliques afin de secourir des survivants blessés. À l'époque, l'Empire Gallantry Medal était le prix le plus élevé décerné pour bravoure pour des actions menées hors de présence de l'ennemi. Quand en 1940, la croix de George fut créée, Nandlal Thapa en fut décoré pour remplacer sa Médaille d'Empire Gallantry.

### La Seconde Guerre mondiale
Les bataillons du régiment furent engagés en opérations à l'étranger en Irak, en Égypte, en Libye, à Tobrouk, à El Alamein et en Birmanie pendant la Seconde Guerre mondiale, où le régiment a obtenu sa quatrième VC ainsi que vingt-deux honneurs de bataille. Lachhiman Gurung fut décoré de la VC pendant la campagne birmane. En janvier 1943, le 2nd Battalion est rattaché à la 3rd Indian Motor Brigade qui vient de rentrer du désert occidental après avoir été presque détruite lors de la bataille de Gazala. À la fin du mois, la brigade est rebaptisée 43rd Indian Brigade d'infanterie (Lorried). La brigade et ses bataillons Gurkha furent envoyés en Italie au milieu de 1944 en tant que brigade indépendante.
Les honneurs de bataille du régiment pendant la Seconde Guerre mondiale comprennent:
- Irak 1941, Afrique du Nord 1940–43, Gothic Line, Coriano, Sant 'Angelo, Gaiana Crossing, Point 551, Italie 1942–44; Tamu Road, Bishenpur, Kanglato-ngbi, Mandalay, Myinmu Bridgehead, Singhu, Shan-datgyi, Sittang, Imphal, Birmanie 1942–45[7].

### Après l'indépendance
Le 8e Régiment de Fusiliers Gurkha, ainsi que les 1er, 3e, 4e, 5e et 9e Régiments furent transférés en Inde lors de l'indépendance en 1947. Le régiment est alors l'un des régiments de Gorkha (Inde) lorsque l'orthographe a été modifiée pour tous les régiments transférés.

#### Opérations au Cachemire
Peu de temps après l'indépendance, le 2/8 Gorkha Rifles pris part aux opérations de Leh en 1948. Le bataillon atteint Leh en marche forcée sur un terrain inhospitalier. Le major Hari Chand et sa compagnie participèrent à une série de raids qui démoralisèrent les forces pakistanaises, notamment la destruction des canons de montagne pakistanais dans le village de Basgo, qui avaient été amenés pour consolider la position sur Leh. Dans cette action, le major Hari Chand et quatre autres gradés reçurent respectivement le Maha Vir Chakra (MVC) et le Vir Chakra (VRC).

#### Guerre sino-indienne de 1962
Au cours de la guerre sino-indienne  le Major Dhan Singh Thapa, du 1/8 Gorkha Rifles, reçu la Param Vir Chakra. À ce jour, c'est le seul récipiendaire de cette décoration au régiment[réf. nécessaire].

#### Période ultérieure
Le régiment fut également impliqué dans les conflits indo-pakistanais de 1965 et 1971 au cours desquels les membres du régiment reçurent 4 Maha Vir Chakras. Le régiment fut également activement impliqué dans les opérations au Sri Lanka où de nouveau des membres du régiment ont été récompensés pour leur bravoure en remportant un Maha Vir Chakra et quatre Vir Chakras.
En 1979, lorsque le 1/8 devint un régiment d'infanterie mécanisé, un autre bataillon fut levé le 1er juillet et nommé les 7/8 Gorkha Rifles.
Le régiment a aussi participé à la MINUSIL au Sierra Leone.

## Unité et noms
- 1/8 Gorkha Rifles (deviendra plus tard le 3e Bataillon The Mechanized Infantry Regiment) (PVC Paltan)
- 2/8 Gorkha Rifles (a servi dans la 23e division d'infanterie)
- 3/8 Gorkha Rifles (actuellement situé à Ranchi, Jharkhand)
- 4/8 fusils Gorkha
- 5/8 fusils Gorkha "Fusiliers Sirmoor"
- 6/8 fusils Gorkha
- 7/8 fusils Gorkha [15]

## Coutumes et traditions

### Officiers remarquables
Le régiment a donné à l'Inde un chef d'état-major de l'armée, le maréchal Sam Manekshaw MC, qui est d'ailleurs la personnalité la plus célèbre du régiment. Sa contribution à la guerre indo-pakistanaise de 1971 est une légende dans l'histoire militaire des forces armées indiennes. En plus de Manekshaw, le régiment a formé un certain nombre de commandants de l'armée dans l'Inde indépendante[réf. nécessaire].

## voir aussi
- 1er régiment de fusiliers gorkhas (armée indienne)
- 3e régiment de fusiliers gorkhas (armée indienne)
- 4e Régiment de fusiliers Gorkhas (armée indienne)
- 5e régiment de fusiliers gorkhas (armée indienne)
- 9e régiment de fusiliers gorkhas (armée indienne)
- 11e régiment de fusiliers gorkhas (armée indienne)
- Kukhri